# Aušra

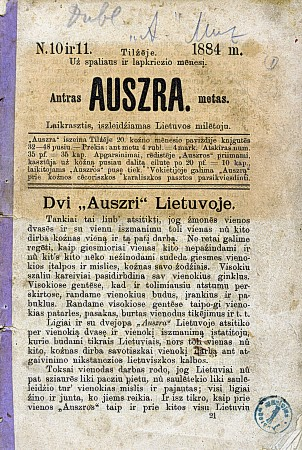
Edições 10 e 11 de Auszra publicadas em 1884.

Aušra ou Auszra (literalmente: Amanhecer) foi o primeiro jornal nacional lituano. A primeira edição foi publicada em 1883, em Ragnit, Prússia Oriental, Alemanha   (o jornal creditou-a como em lituano:  Ragainė) parte etnolingüística da Prússia Oriental - Lituânia Menor. Posteriormente foi publicado mensalmente em Tilsit (atual Sovetsk no Oblast de Kaliningrado). Apesar de somente quarenta edições terem sido publicadas e ter uma circulação não excedendo 1.000, foi um evento significante uma vez que marcou o começo do renascimento nacional lituano que eventualmente resultou em um Estado independente da Lituânia (1918–1940). Este período, entre 1883 e 1904, quando o banimento da imprensa lituana foi forçado pelas autoridades cazristas, tem sido referido como Aušros gadynė (o Período do Amanhecer). Devido a dificuldades financeiras o jornal foi descontinuado em 1886.